# 元天穆
元 天穆（げん てんぼく、489年 - 530年）は、北魏の皇族。上党王。

## 経歴
元長生（元萇の叔父）の子として生まれた。成長すると、性格は温厚で、弓射を得意とし、美貌と有能で知られた。20歳のとき、員外散騎侍郎を初任とした。524年（正光5年）、六鎮の乱が起こり、尚書令の李崇と広陽王元淵が北方に討伐に向かうと、天穆は孝明帝の命を受けて諸軍を慰労した。途中で秀容に立ち寄り、爾朱栄と会って親交を深め、義兄弟となることを約束した。しばらくして爾朱栄は天穆を行台として赴任させるよう願い出たが、洛陽の朝廷は許さず、代わりに別将として秀容に赴任させた。天穆は爾朱栄の腹心となり、征虜将軍・并州刺史に任じられた。後に聊城県開国伯の爵位を受け、安北将軍の号を加えられた。
528年（武泰元年）2月、孝明帝が死去して、爾朱栄が洛陽に向かうと、天穆は晋陽の留守を預かった。同年（建義元年）4月、孝荘帝が即位すると、天穆は太尉に任じられ、上党王に封じられて、洛陽に召還された。6月、大都督・東北道諸軍事となり、元珍孫・奚毅・賀抜勝・爾朱陽覩らを率いて任褒を討った。さらに前軍都督となり、爾朱栄とともに軍を率いて葛栄を攻撃した。同年（永安元年）9月、爾朱栄が葛栄を捕らえると、天穆は増封を受けた。11月、監国史・録尚書事・開府・世襲并州刺史となった。
河間の邢杲が山東で反乱を起こし、流民を集めて「𦧟楡賊」を称し、東は光州を落とし、海に達して兵を西に返すと、都督の李叔仁の軍を撃破した。529年（永安2年）4月、天穆は高歓とともに邢杲を討ち、済南で撃破した。邢杲は降伏を願い出て、洛陽に送られ、斬られた。天穆は邑1万戸を増封された。
5月、元顥が滎陽を落とすと、天穆は孝荘帝が北に逃れたと聞いて、畢公塁から黄河を北に渡り、帝と河内で合流した。7月、孝荘帝が洛陽に帰ると、天穆は太宰の任を加えられた。
天穆は皇族としては疏属にありながら、爾朱栄に従い、時流に乗って顕貴に上った。その権勢は朝野を傾け、王公以下が私邸を訪ねてくるようになり、天穆は賄賂を受け取って、邸に珍宝を積み上げた。孝荘帝は外面では天穆に敬意を示しつつ、内心では爾朱栄の党与として憎んでいた。530年（永安3年）9月、天穆は爾朱栄とともに晋陽から洛陽に入り、明光殿で殺害された。享年は42。531年（普泰元年）、仮黄鉞・丞相・柱国大将軍・雍州刺史の位を追贈された。諡は武昭といった。
子の元儼が後を嗣ぎ、都官尚書となった。

## 伝記資料
- 『魏書』巻14 列伝第2
- 『北史』巻15 列伝第3
- 魏故使持節侍中太宰丞相柱国大将軍仮黄鉞都督十州諸軍事雍州刺史武昭王墓誌（元天穆墓誌）